# Bad Füssing
Bad Füssing is een gemeente in de Duitse deelstaat Beieren, en maakt deel uit van het Landkreis Passau. Bad Füssing telt 7.721 inwoners en is een bekend kuuroord. De gemeente ontstond in 1971 uit de samenvoeging van Safferstetten, Würding en Egglfing.
Nadat in 1938 – bij een zoektocht naar aardolie – bronnen in Füssing werden gevonden, werd er in de jaren 50 een kuuroord gesticht; in 1969 verwierf Füssing de titel "Bad". In 1999 werd in Bad Füssing een officieel casino geopend.
Het thermaal water van 56 graden Celsius lijkt te helpen bij het verlichten van artritis, pijn aan de wervelkolom, jicht en osteoporose. Ook voor de nabehandeling van chirugische ingrepen en voor revalidatie na een herseninfarct wordt een verblijf in Bad Füssing aanbevolen.
Aicha vorm Wald ·
Aidenbach ·
Aldersbach ·
Bad Füssing ·
Bad Griesbach i.Rottal ·
Beutelsbach ·
Breitenberg ·
Büchlberg ·
Eging a.See ·
Fürstenstein ·
Fürstenzell ·
Haarbach ·
Hauzenberg ·
Hofkirchen ·
Hutthurm ·
Kirchham ·
Kößlarn ·
Malching ·
Neuburg a.Inn ·
Neuhaus a.Inn ·
Neukirchen vorm Wald ·
Obernzell ·
Ortenburg ·
Pocking ·
Rotthalmünster ·
Ruderting ·
Ruhstorf a.d.Rott ·
Salzweg ·
Sonnen ·
Tettenweis ·
Thyrnau ·
Tiefenbach ·
Tittling ·
Untergriesbach ·
Vilshofen an der Donau ·
Wegscheid ·
Windorf ·
Witzmannsberg